# Dreifaltigkeitskirche (Nova Pazova)

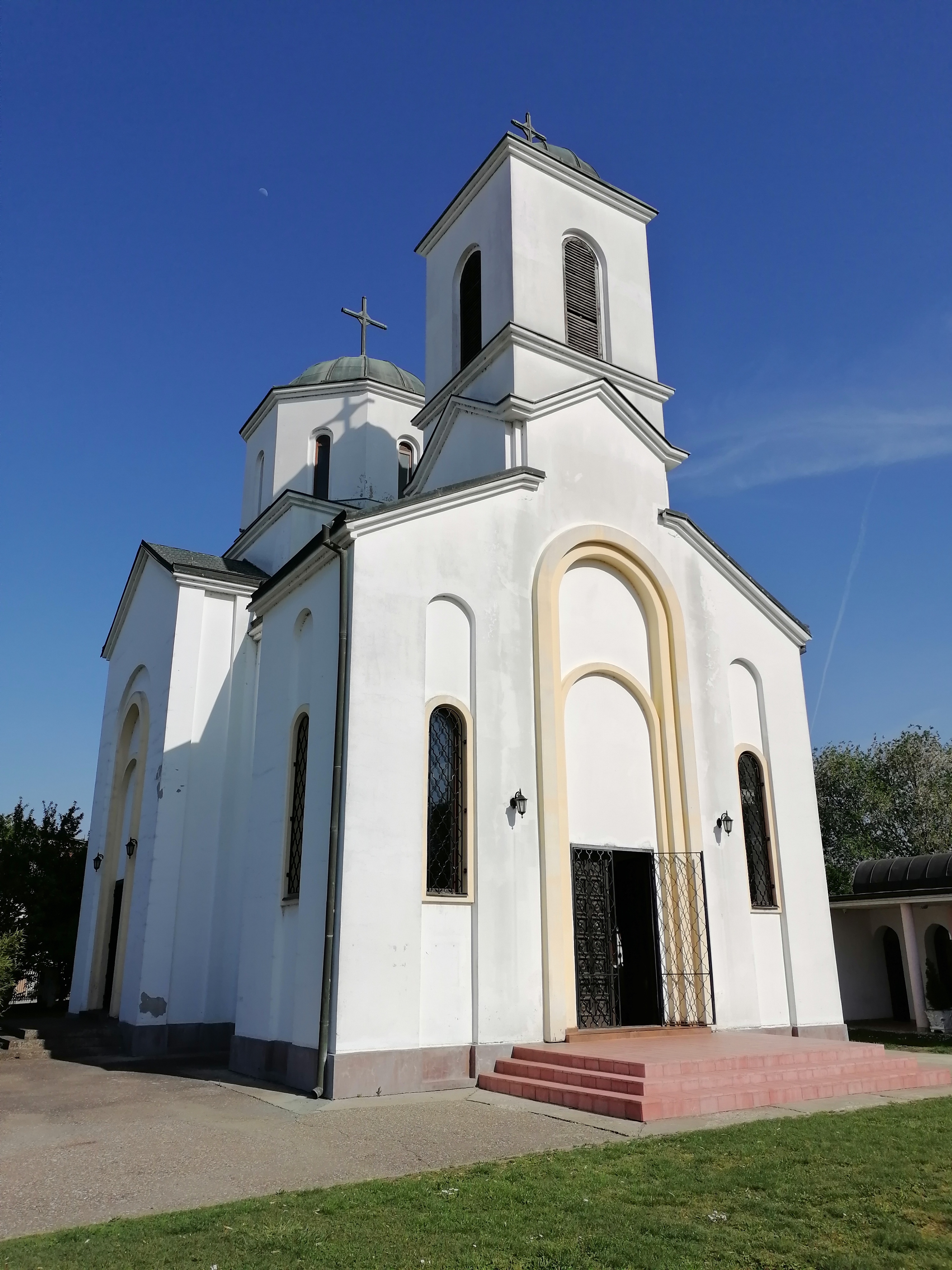
Die Dreifaltigkeitskirche

Die Dreifaltigkeitskirche (serbisch: Црква oder Храм Свете Тројице, Crkva oder Hram Svete Trojice) auch als Kirche der Herabkunft (Ausgießung) des Hl. Geistes auf die Apostel bekannt, in der Siedlung Nova Pazova, ist eine serbisch-orthodoxe Kirche in der nordserbischen autonomen Provinz Vojvodina.
Das von 1989 bis 1993 erbaute Kirchengebäude ist der Hl. Dreifaltigkeit unter dem Patrozinium des Feiertages der Herabkunft (Ausgießung) des Hl. Geistes auf die Apostel geweiht und ist Pfarrkirche der Pfarreien I und II der Dreifaltigkeitskirche zu Nova Pazova, im Dekanat Stara Pazova, der Eparchie Srem, der Serbisch-Orthodoxen Kirche.

## Lage
Die Kirche steht im südöstlichen Stadtgebiet, im Stadtteil Novo Naselje, am Anfang der Straße: Svetosavska ulica, bei deren Einmündung in die Straße: Radnička ulica. Die genaue Adresse der Kirche lautet Svetosavska ulica Nr. 1. Bei der Kirche befindet sich der alte orthodoxe Stadtfriedhof.
Im dekorativ hergerichteten großen und umzäunten Kirchhof mitsamt einen dreitorigen Eingangsportal und einem Nebeneingang, stehen neben der Kirche: eine Kapelle zum Kerzen entzünden mitsamt Kirchenladen und ein Springbrunnen sowie ein kleiner Kinderspielplatz.
Der Kirchhof wird von den Kindern der Siedlung gern zum Spielen aufgesucht. Das Pfarrhaus steht gegenüber der Kirche auf der anderen Straßenseite.

## Geschichte

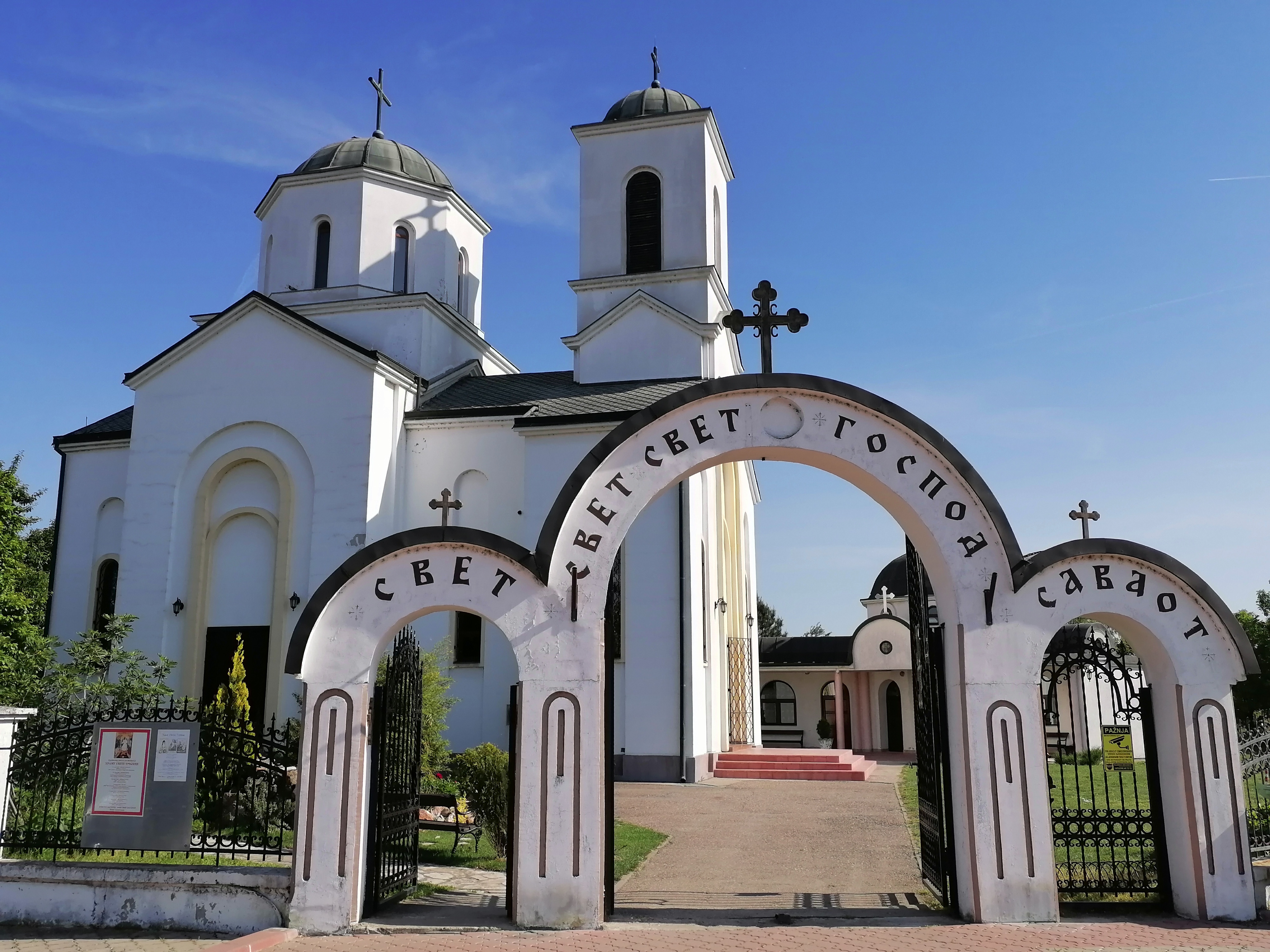
Das Eingangsportal und die Kirche

Mit dem Bau der Dreifaltigkeitskirche wurde 1989 im damaligen Jugoslawien begonnen. Am 21. Mai 1989 wurden die Kirchenfundamente vom Bischof der Eparchie Srem, Vasilije, geweiht. Das Gotteshaus wurde auf einem Teilplatz des Grundstückes des alten Stadtfriedhofs erbaut, den die Kirchengemeinde von der lokalen Stadtverwaltung überlassen bekommen, hatte.
Das Kirchengebäude wurde 1993 fertiggestellt und die ersten Göttlichen Liturgien wurden im Gotteshaus abgehalten. 1996 wurde die Ikonostase mitsamt in byzantinischer Manier gemalten Ikonen im Kircheninnenraum aufgestellt. Die Ikonostase und Ikonen wurden von den Mönchen, des berühmten Klosters Žiča bei der Stadt Kraljevo, hergestellt und gemalt.
Die Freskenmalerei erfolgte von 2015 bis 2016. Der Kircheninnenraum wurde vom bekannten Ikonen- und Freskenmaler Dragan Marunić und seinen Assistenten Dragan Stanković und Nemanja Marunić mit künstlerisch wertvollen byzantinischen Fresken bemalt. Am 26. Februar 2017 hielt Bischof Vasilije die bischöfliche Liturgie in der Kirche, dabei wurden die Fresken vom Bischof geweiht.
Seit 2018 beherbergt die Kirche, als eine Besonderheit, ein Teilchen (Partikel) der Reliquien des Hl. Nektarios von Ägina. Alljährlich findet zur Slava der Kirche und der Siedlung Nova Pazova, der Hl. Dreifaltigkeit, in und um die Kirche, neben einer feierlichen Prozession, eine große religiös-kulturelle Veranstaltung mit teilweise Gästen aus Nordmazedonien und aus der Großstadt Banja Luka in Bosnien und Herzegowina, statt.
Im Januar 2019 bekam das Gotteshaus neue Fenster. Die Außenfassaden der Kirche wurden von 2023 bis 2024 erneuert.

## Architektur
Das Kirchengebäude ist in einer modernen Adaption des traditionellen Serbisch-byzantinischen Baustils erbaut worden.
Die einschiffige Kreuzkuppelkirche ist mit einer halbrunden Altar-Apsis im Osten, einer zentralen großen Rundkuppel, die sich über dem Tambour, in der Mitte des Naos über der Kreuzung der Seitenarme der Kirche erhebt, und einem großen Narthex mitsamt einem Kirchturm, den ebenfalls eine Rundkuppel krönt, im Westen, erbaut worden.
Der Haupteingang der Kirche befindet sich an der Westfassade der Kirche. An der Nordfassade besitzt das Gotteshaus einen Nebeneingang. Im östlichen Ende des Naos, kurz vor dem Altarbereich, existiert ein kleiner Nebeneingang an der Südfassade.
Das Gotteshaus besitzt drei Kirchenkreuze, eines am östlichsten Ende des Kirchenschiffes, eines auf der Spitze der großen Rundkuppel und das dritte auf der Spitze der Kuppel des Kirchturms.
Im Kircheninnenraum steht eine im byzantinischen Stil geschnitzte, reich mit dekorativen Motivschnitzereien verzierte, mehrtürige und mehrgeschoßige hölzerne Ikonostase mit in byzantinischer Manier gemalten Ikonen. Auch sind die Kirchenwände mit hochwertigen byzantinischen Fresken auf blauem Grund bemalt.
Im Kircheninnenraum befinden sich zudem ein großer Kronleuchter, Chorgestühl, ein Chorständer und im westlichen Kirchenschiff erhebt sich der Chorbalkon.

## Galerie

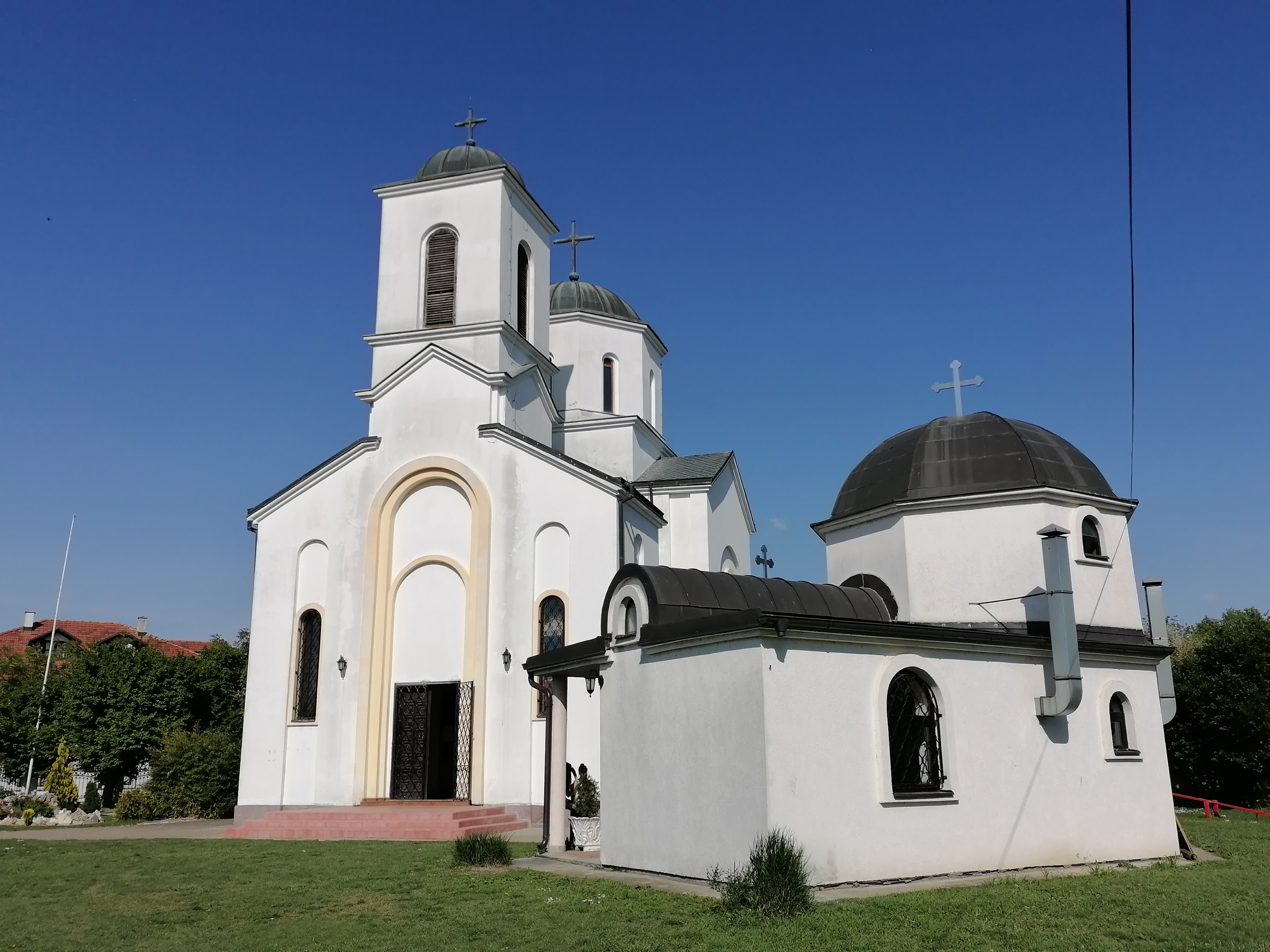
Die Kirche und die Kapelle
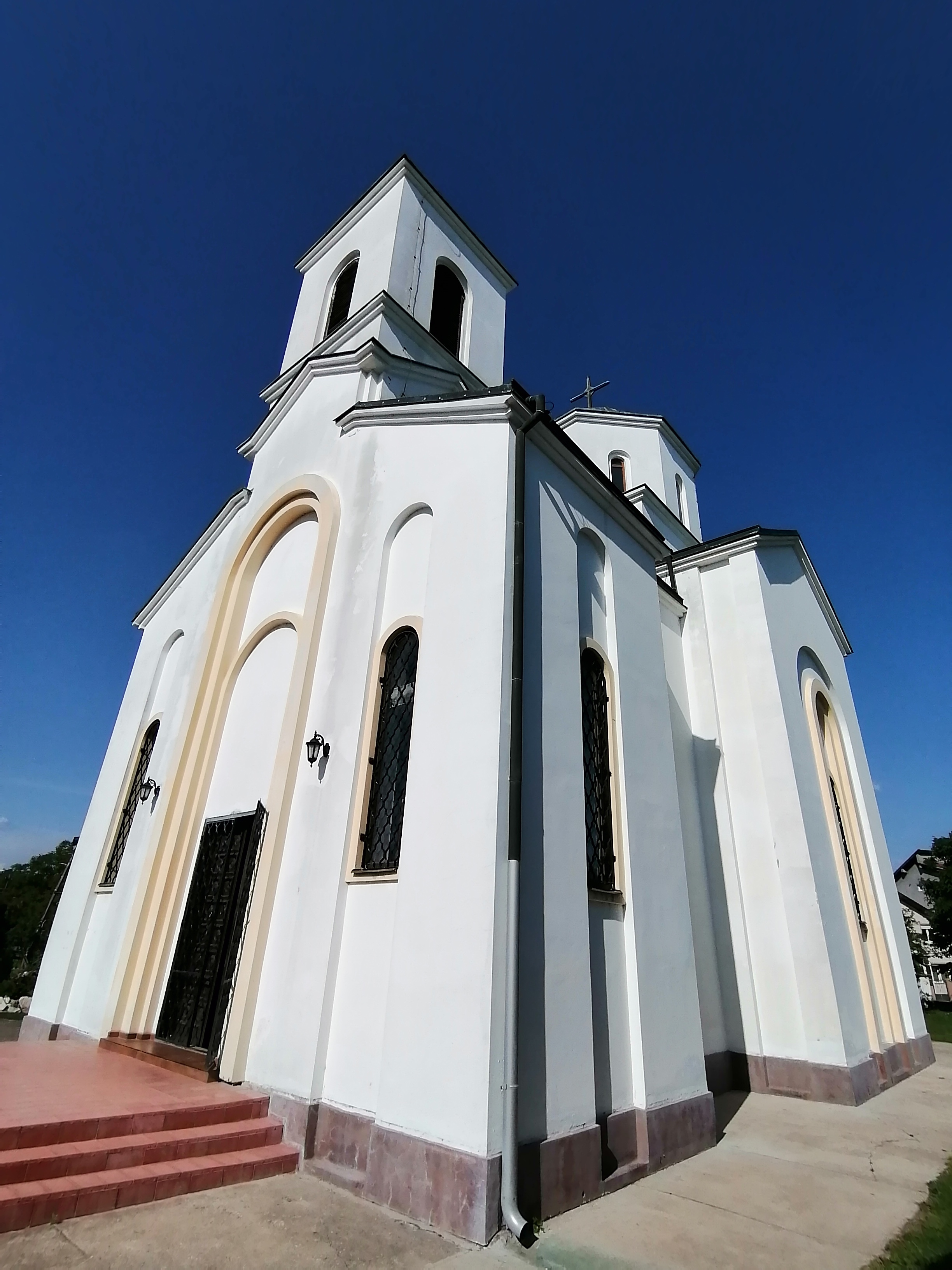
Kirche von Südwesten
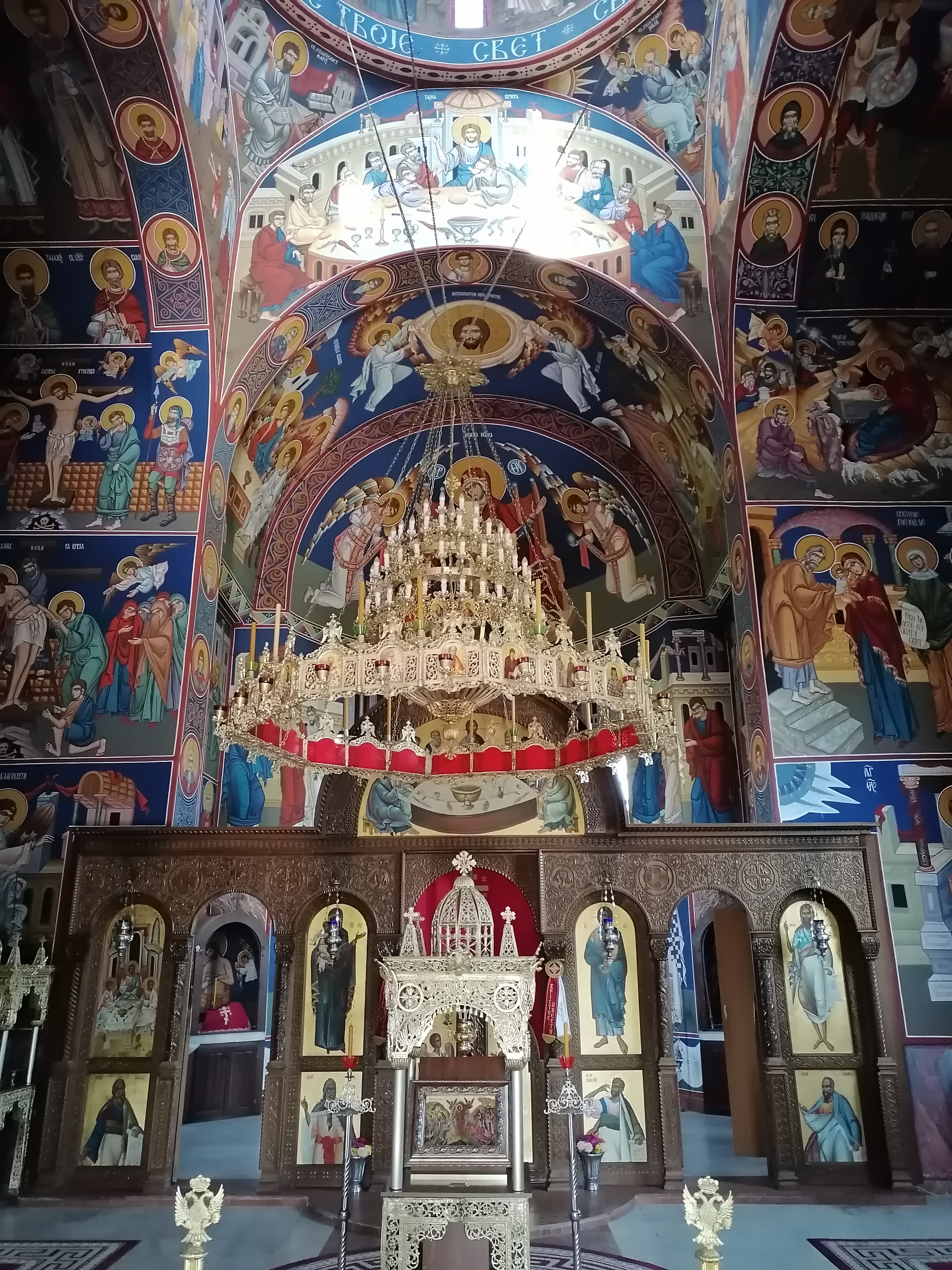
Ikonostase der Kirche
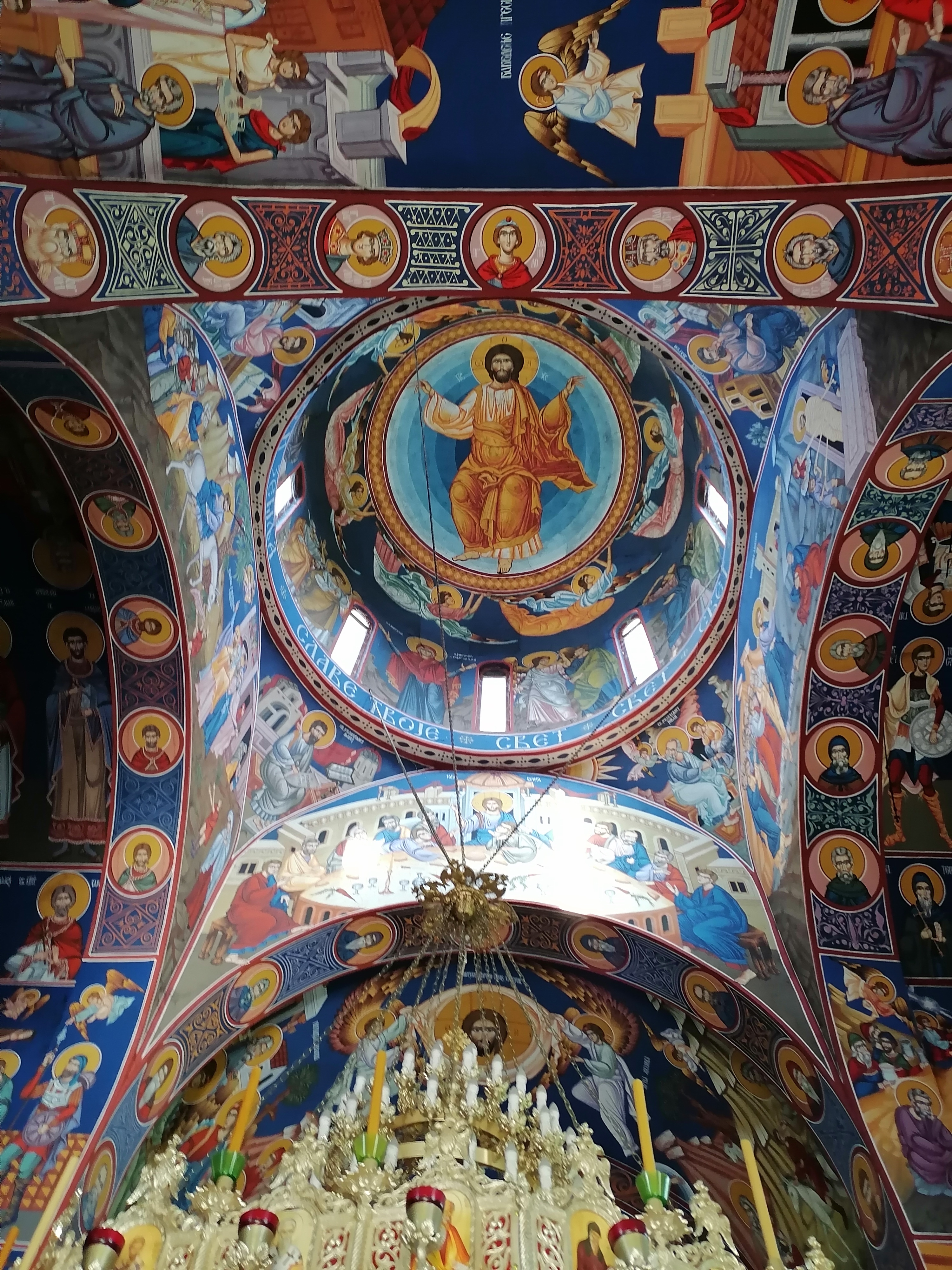
Freske des Christus Pantokrator
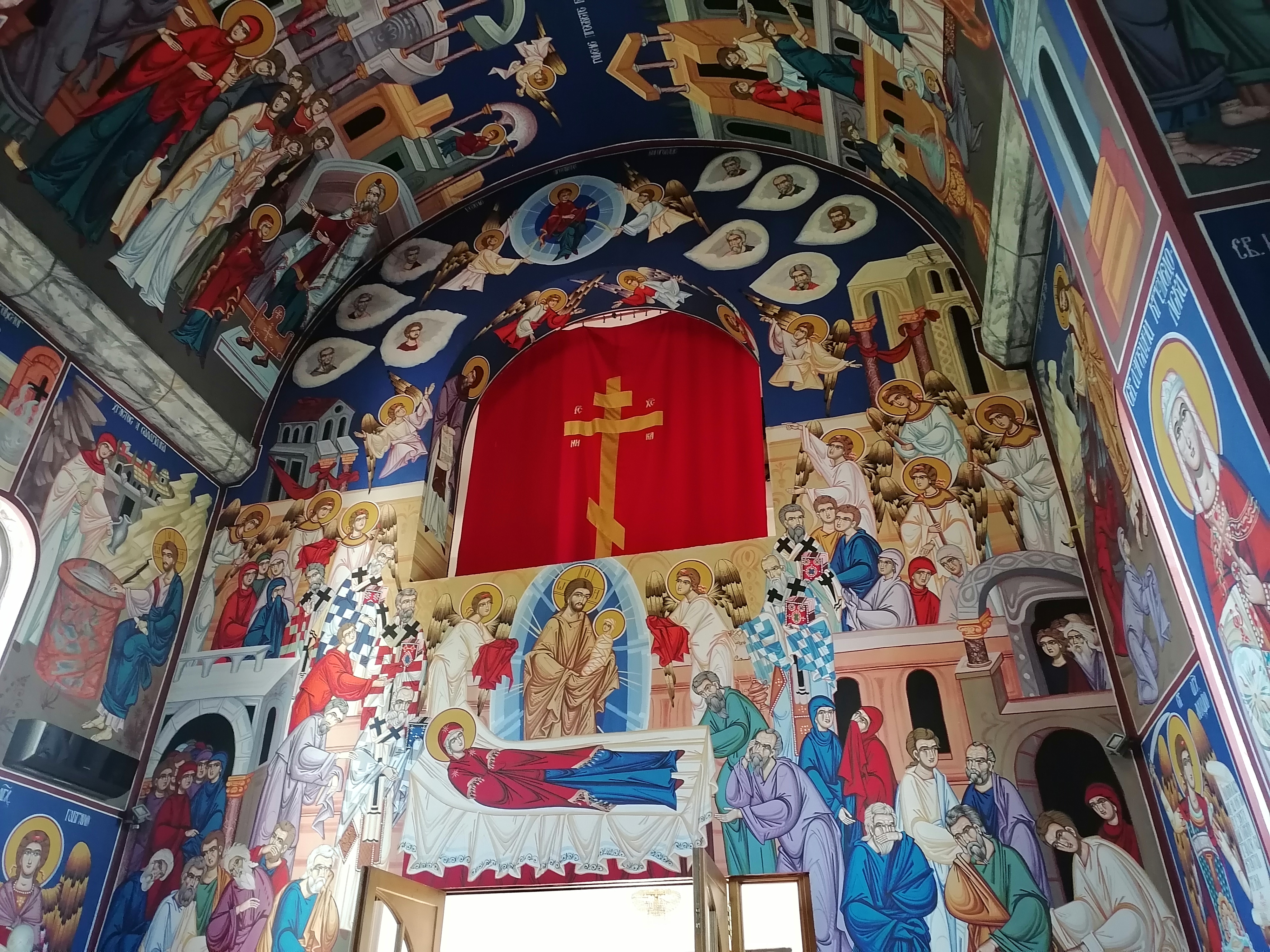
Freskenbemalung und Chorbalkon
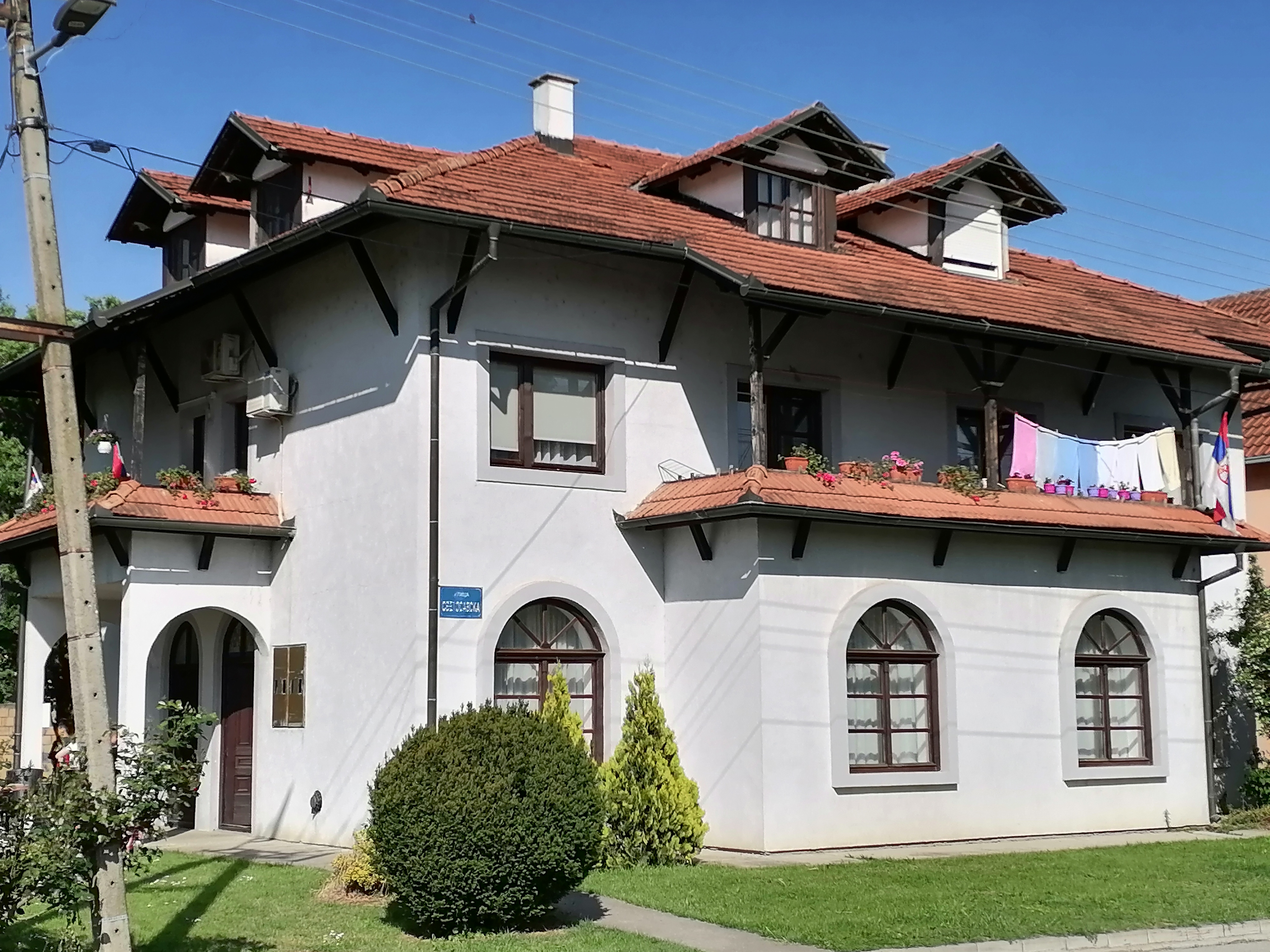
Das Pfarrhaus